# Cécile Nowak
Cécile Nowak-Grasso (Valenciennes, 22 april 1967) is een voormalig judoka uit Frankrijk, die haar vaderland vertegenwoordigde bij de Olympische Spelen 1992 in Barcelona, Spanje. Daar won zij de gouden medaille in de klasse tot 48 kilogram. In de finale was Nowak te sterk voor de Japanse Ryoko Tamura, die de olympische titel won in 2000 en 2004.

## Erelijst

### Olympische Spelen
- 1992 – Barcelona, Spanje (– 48 kg)

### Wereldkampioenschappen
- 1989 – Belgrado, Joegoslavië (– 48 kg)
- 1991 – Barcelona, Spanje (– 48 kg)
- 1993 – Hamilton, Canada (– 52 kg)

### Europese kampioenschappen
- 1989 – Helsinki, Finland (– 48 kg)
- 1990 – Frankfurt, West-Duitsland (– 48 kg)
- 1991 – Praag, Tsjecho-Slowakije (– 48 kg)
- 1992 – Parijs, Frankrijk (– 48 kg)
- 1993 – Athene, Griekenland (– 52 kg)

1992: Cécile Nowak ·
1996: Kye Sun-hui ·
2000: Ryoko Tamura ·
2004: Ryoko Tani ·
2008: Alina Dumitru · 
2012: Sarah Menezes · 
2016: Paula Pareto · 
2020: Distria Krasniqi · 
2024: Natsumi Tsunoda